# Ich armer Mensch, ich Sündenknecht, BWV 55
Ich armer Mensch, ich Sündenknecht, BWV 55 (Soc un infeliç esclau del pecat), és una cantata religiosa de Johann Sebastian Bach per al vint-i-dosè diumenge després de la Trinitat, estrenada a Leipzig, el 17 de novembre de 1726.

## Origen i context
D'autor anònim, empra per al coral final la sisena estrofa de Werde mutter, mein Gemüte de Johann Rist de l'any 1642. L'evangeli del dia Mateu (18, 23-25), narra la paràbola del servent despietat a qui el rei li va perdonar un deute molt gran i en canvi, ell no ho va fer amb un company seu. El llibretista ho aprofita per enfrontar la idea de la duresa del cor de l'home (números 1 i 2) amb la de la misericòrdia de Déu (números 3 i 4). Els tres últims números són adaptacions d'una cantata anterior perduda, possiblement de l'època de Weimar. L'obra pertany al grup de cantates per a una sola veu que Bach compongué aquest any. Per a aquest diumenge es conserven, a més, la cantata BWV 89 i la BWV 115.

## Anàlisi
Obra escrita per a tenor i cor (només en el coral final); flauta travessera, oboè d'amor, corda i baix continu. Consta de cinc números i és l'única cantata de Bach només per a tenor solista.
1. Ària: Ich armer Mensch, ich Sündenknecht (Soc un infeliç esclau del pecat)
2. Recitatiu: Ich habe wider Gott gehandelt (Jo he obrat en contra de Déu)
3. Ària:  Erbarme dich! (Tingues pietat!)
4. Recitatiu: Erbarme dich! (Tingues pietat!)
5. Coral: Bin ich gleich von dir gewichen (Encara que em separés de Tu)

Com s'ha apuntat els dos primers números, ària i recitatiu, expressen el sentiment de culpabilitat de l'home; en l'ària inicial, la flauta i l'oboè, en dos plans sonors, dialoguen amb els violins que actuen de la mateixa manera, representant l'enfrontament entre els dos mons explicat en el text. El recitatiu, diu cada paraula de la manera més expressiva possible i, així, en mencionar la “mà del Totpoderós” arriba a l'extrem agut de la tessitura. La segona part implora la misericòrdia de Crist; a l'ària el tenor acompanyat de la flauta travessera desenvolupa una melodia molt àmplia. Un recitatiu, sostingut per tota la corda, dona pas al coral indicat, que asserena completament l'ambient. Té una durada aproximada que no arriba al quart d'hora.

## Discografia seleccionada
- J.S. Bach: Das Kantatenwerk. Sacred Cantatas Vol. 3. Gustav Leonhardt, Knabenchor Hannover (Heinz Martin, director del cor), Leonhardt-Consort, Kurt Equiluz. (Teldec), 1994.
- J.S. Bach: The complete live recordings from the Bach Cantata Pilgrimage. CD 50: All Saints, Tooting; 17 de novembre de 2000. John Eliot Gardiner, Monteverdi Choir, English Baroque Soloists, James Gilchrist. (Soli Deo Gloria), 2013.
- J.S. Bach: Complete Cantatas Vol. 18. Ton Koopman, Amsterdam Baroque Orchestra & Choir, Christoph Prégardien. (Challenge Classics), 2005.
- J.S. Bach: Cantatas Vol. 38. Masaaki Suzuki, Bach Collegium Japan, Gerd Türk. (BIS), 2008.
- J.S. Bach: Church Cantatas Vol. 18. Helmuth Rilling, Gächinger Kantorei, Bach-Collegium Stuttgart, Adalbert Kraus. (Hänssler), 1999.
- J.S. Bach: Cantatas for the Liturgical Year Vol 1. Sigiswald Kuijken, La Petite Bande, Christoph Genz. (Accent), 2006.